# Прапор Маріуполя
Міськи́й пра́пор Маріуполя — міський стяг міста Маріуполь. Був затверджений 22 грудня 1994 року на сесії Маріупольської міської ради.

## Опис
У центрі блакитного прямокутного полотнища зі співвідношенням сторін 2:3 герб міста, оточений вінком із жовтого листя, перетятого зверху і з боків знизу жовтою стрічкою, з червоним написом назви міста українською, російською та грецькою мовами. У нижній частині вінка в щитку, перетятому лазуровим і чорним, жовтий православний хрест, що спирається на білий перекинутий півмісяць. По периметру полотнища проходить жовта облямівка в 1/80 ширини прапора, по краях — орнамент із жовтих і червоних квадратиків.